# Regionales Geoid
Als regionales Geoid wird eine Geoidbestimmung oder -lösung für ein Gebiet (eine Region) auf dem Festland bezeichnet, die auf Messpunkten an der Erdoberfläche beruht. Der Unterschied zu globalen Geoidlösungen besteht vor allem darin, dass einzelne regionale Geoidbestimmungen nicht oder nur schwer zu einem weltumspannenden, interkontinentalen Geoid kombiniert werden können.

## Methoden
Für eine regionale Geoidbestimmung kommen vier Methoden in Frage:
1. das Astrogeoid: für lagemäßig bekannte Vermessungspunkte werden ihre Lotabweichungen berechnet, die als astronomisches Nivellement zu einem Flächennetz verbunden werden.[1]
2. ein gravimetrisches Geoid, das aus rasterförmigen Schweremessungen auf relativ dicht benachbarten Messpunkten berechnet wird. Bei der Auswertung der Messdaten ist – im Gegensatz zu (1) – unbedingt eine topografische Reduktion anzubringen, um den störenden Einfluss des Geländes zu eliminieren.[2]
3. die Kombination der zwei Methoden zu einem „astro-gravimetrischen Geoid“. Sie ist seit Mitte der 1970er-Jahre technisch möglich, weil genaue digitale Geländemodelle zur Verfügung stehen.[3]
4. ein globales „Satellitengeoid“, dem durch Berechnung lokaler Geoidundulationen mittels digitaler Gelände- und Dichtemodelle eine regional befriedigende Auflösung gegeben wird.

Ein Astrogeoid kommt für 5 cm Genauigkeit mit Punktabständen von etwa 10 km aus. Dagegen erfordert ein gleich genaues gravimetrisches Geoid etwa 10- bis 20-mal so viele Messpunkte, also einen Punkraster von etwa 3 km; allerdings liegen manche dieser Schweremessungen bereits aus Operaten geodätischer Präzisionsnivellements oder der geophysikalischen Rohstoffforschung vor.
Die Kombinationslösung (3) liegt – je nach Messdaten – zwischen diesen zwei Fällen.

## Hilfe von Satelliten
Räumlich gestützt werden können solche Geoide durch Schwerefeld-Daten aus der Satellitengeodäsie. Diese Stützdaten sind vor allem Modelle des Geopotentials im Außenraum der Erde. Aus den von Geoid und Erdinnerem verursachten Bahnstörungen geeigneter Satelliten werden Potentialentwicklungen mit Kugelflächenfunktionen hohen Grades berechnet, die heute bereits Auflösungen bis herab zu 100 km oder darunter besitzen.
In Zukunft werden Satellite-to-Satellite-Tracking (STS) und Satellitengradiometrie zu regionalen Geoidlösungen beitragen; mit dem vor einigen Jahren gestarteten GRACE-Satellitenpaar werden diese Verfahren bereits heute für die zeitliche Veränderung langwelliger Geoidundulationen und in der Ozeanografie verwendet. Seit dem Start der GOCE-Gradiometersonde im Jahre 2009 ist dieses Ziel in erreichbare Nähe gerückt und könnte in etwa 10 Jahren – durch eine Kombinationslösung nach Methode (4) – annähernd zu dem seit den 1990er-Jahren angestrebten Zentimeter-Geoid führen.